# Klinikum am Weissenhof

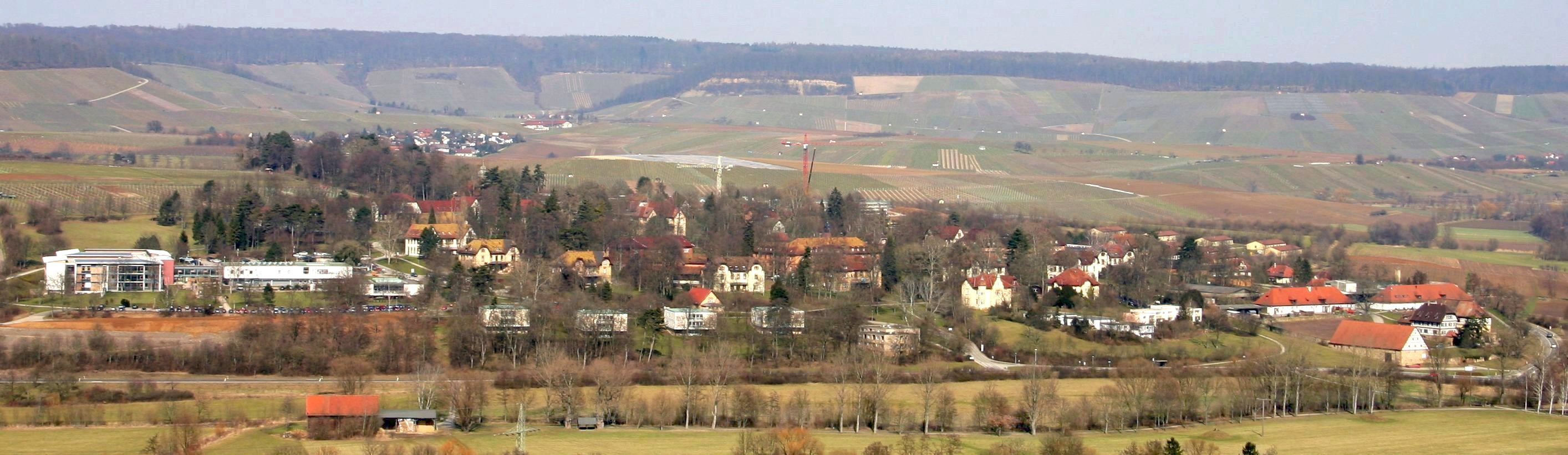
Il Klinikum am Weissenhof con l'antico maniero Weißenhof all'estrema destra e le nuove costruzioni del 2002 all'estrema sinistra

Il Klinikum am Weissenhof è un ospedale psichiatrico a Weinsberg. Fu aperto nel 1903 come sanatorio reale nel demanio pubblico di Weißenhof.